# Обриен, Христофор
Христофор Обриен (собственно: Кристофер О’Брайен; англ. Christopher O'Brien) — русский флотоводец ирландского происхождения, вице-адмирал (1740).

## Биография
Службу начал на британском флоте, где дослужился до чина капитана и имел репутацию опытного моряка. В 1737 году русский посол в Лондоне князь Антиох Кантемир предложил Обриену перейти в русскую службу с повышением до контр-адмирала, на что тот согласился, и был официально принят на службу в апреле того же года.
Из Великобритании Обриен морем прибыл в Кронштадт, служивший базой для Балтийского флота России и был назначен командиром 2-й дивизии парусных кораблей. В ноябре того же года указом императрицы Анны ему был пожалован для проживания дом Кронштадте.
1 мая 1738 года Обриен был назначен главным командиром практической (действующей) эскадры и эту должность исполнял в течение трех морских кампаний. В состав эскадры входили, в частности, корабли «Арондель» («Arundel», купленный в 1712 году в Великобритании), «Выборг», «Императрица Анна» и «Святой Андрей».
14 февраля 1740 года Обриен был произведен в вице-адмиралы, а год спустя, 13 марта 1741 года назначен главным командиром Кронштадтского порта. Однако эту должность он занимал менее года, так как 6 февраля 1742 года, вскоре после воцарения императрицы Елизаветы, был уволен в отставку, после чего, вероятно, вернулся на родину.
В течение своей пятилетней службы Христофор Обриен представил в Адмиралтейств-коллегию несколько проектов, включая проект скорейшего устройства и оборудования доков и эллингов (корабельных ангаров) в Кронштадтском порту и проект нового варианта обуйстройства судовых крюйт-камер.